# Pidgin nigérian
 (janvier 2014).
Si vous disposez d'ouvrages ou d'articles de référence ou si vous connaissez des sites web de qualité traitant du thème abordé ici, merci de compléter l'article en donnant les références utiles à sa vérifiabilité et en les liant à la section « Notes et références ».

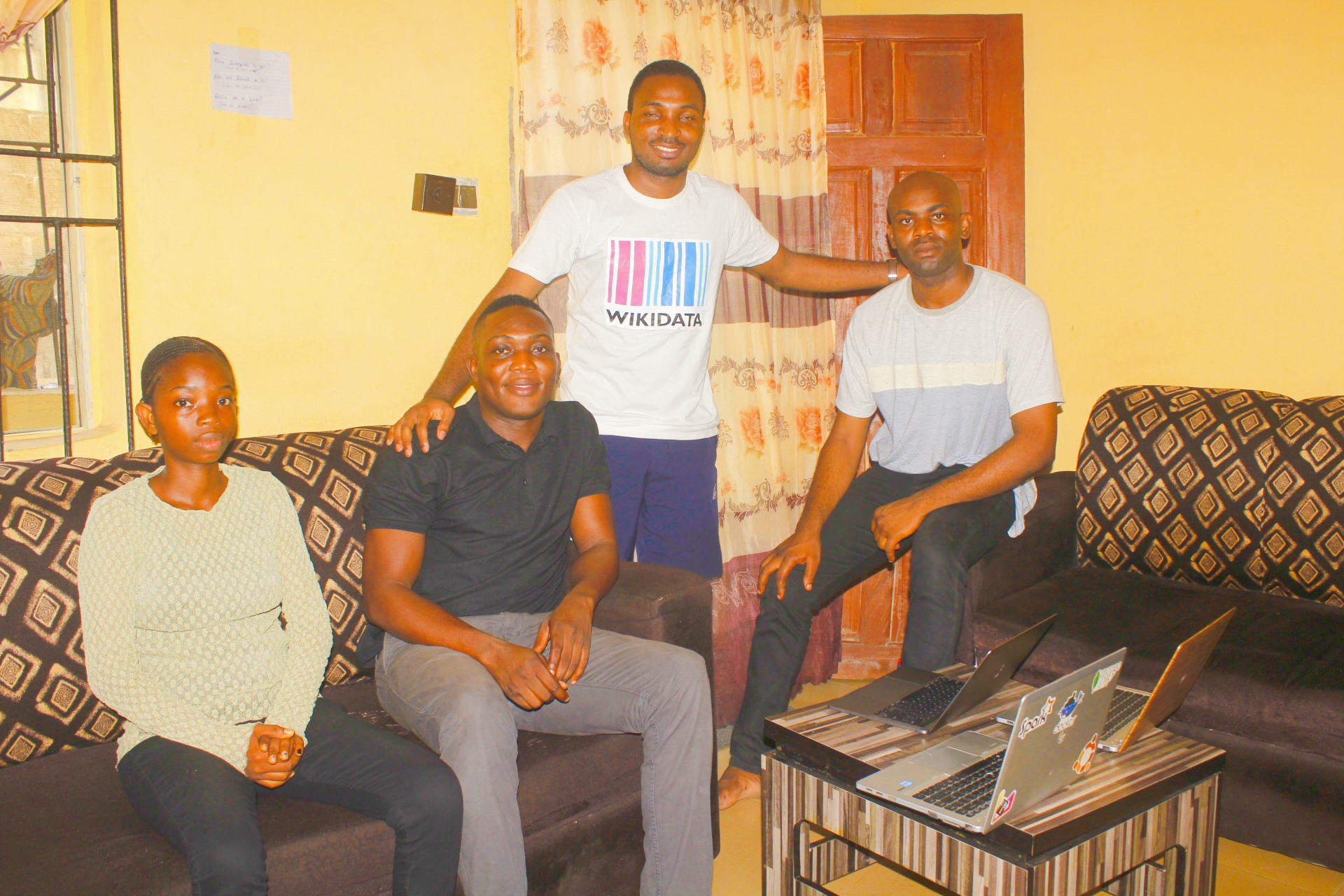
Rencontre des membres fondateurs des Wikimédiens pidgin nigérians.

Le pidgin nigérian, aussi appelé Broken English (Anglais cassé) ou Pidgin English est un créole à base lexicale anglaise, parlé au Nigeria. Il est utilisé comme lingua franca dans le pays et n'a pas de statut officiel.
Il est principalement parlé dans le sud du pays, notamment dans la région du delta du Niger et dans le sud-ouest. Des variations du pidgin sont parlées dans toute l'Afrique de l'Ouest (Liberia et Ghana notamment). De par son origine, cette langue a des liens avec le pidgin camerounais.

## Origines
Le pidgin nigérian est un créole à base lexicale anglaise, issu du portugais (les navigateurs qui ont écumé les côtes du Golfe de Guinée), de l'anglais et de langues africaines, comme l'igbo, l'haoussa et le yorouba, en majorité mais aussi de créoles venus des Caraïbes. Il est né à l'époque coloniale, période d'intense exode rural. Il est né du métissage culturel dans les grandes villes du pays, telles que Lagos. C'est pourquoi on retrouve des mots d'origines diverses (notamment yorouba, igbo et haoussa) dans le pidgin nigérian. Au Nigeria, il est parlé par plus de 65 millions de personnes, soit au moins 50 % de la population du pays, population anglophone encore plus nombreuse que celle de Grande-Bretagne.

## Dialectes
Le pidgin nigérian est parlé dans tout le Nigeria, notamment dans les régions du sud du pays, en particulier celles du sud-ouest et du delta du Niger. Bien que l'anglais soit la langue officielle du pays, le pidgin est parlé par une majorité de Nigérians mais n'a pas de statut officiel. Il est utilisé comme langue véhiculaire dans le pays, dans les discussions informelles (sur les marchés, dans la rue, etc.).
L'un des principaux dialectes du pidgin nigérian est le waffi, parlé à Warri, dans le sud du pays. Parmi les autres se trouve le pidgin lagotien (Lagos Pidgin).
Dans le nord du pays, le pidgin évolue, et en zone haoussas, il adopte du vocabulaire haoussa, ainsi que des mots arabes. Cependant, dans le nord du pays, l'anglais est moins présent, excepté dans les grandes zones urbaines, car les langues régionales y sont très importantes.
Pour un anglophone étranger, il est souvent difficile de suivre une conversation, surtout avec les habitants du nord du Nigeria, où une conversation peut ne contenir qu'entre 50 et 65 % de vocabulaire anglais, d'autant plus que les accents régionaux peuvent masquer certains mots de vocabulaire.

## Grammaire
Le pidgin nigérian, bien qu'il soit issu de l'anglais, présente une grammaire différente, qui partage des similarités avec les pidgins anglophones d'Afrique centrale et d'Afrique de l'Ouest (Liberia, entre autres).
- don est l'équivalent du prétérit de l'anglais do (faire) ;
- go n'a pas la même signification qu'en anglais. Il n'est pas le verbe aller, contrairement en anglais mais un modal utilisé comme équivalent de l'anglais will. Par exemple, la phrase I go come, se traduit par Je viendrai, en français (I will come, en anglais).

De nombreux mots et expressions utilisés dans le pidgin nigérian sont issus des langues indigènes comme l'igbo, le yorouba et l'haoussa.

## Arts et cultures
Le chanteur Loulou Dédola et son groupe RCP chantent certains de leur titres en Pidgin nigérian.
Seun Kuti, chanteur Nigerian avec son groupe Égypte 80 , chante en pidgin 